# Дражиця (Боровниця)
Дражиця (словен. Dražica) — поселення в общині Боровниця, Осреднєсловенський регіон, Словенія. Висота над рівнем моря: 303,5 м.